# Barbitch
Barbitch es un documental colombiano de 2024 dirigido por Diego González Cruz. Estrenado en las salas de cine del país el 27 de junio, el filme fue distribuido por la compañía Distrito Pacífico tras su paso por diversos festivales de cine, cosechando diferentes premios y nominaciones y una recepción crítica positiva.

## Sinopsis
Barbie, una mujer trans apasionada por los tatuajes, deja atrás su vida en Colombia, donde trabajó como modelo webcam, para empezar una nueva vida en Barcelona. Aunque esperaba un camino lleno de oportunidades, pronto se da cuenta de los desafíos que deberá enfrentar. El filme presenta más de cinco años de su historia en una narración que expone tanto las heridas causadas por la discriminación como la fuerza que impulsa a la protagonista para seguir adelante.

## Producción
Barbitch es el primer largometraje del cineasta Diego González Cruz y, para su realización, siguió por un periodo de cinco años a Barbie, a quien conoció en 2013.  El director afirmó acerca de su motivación para realizar el filme: «Siempre me he sentido especialmente atraído por los personajes incomprendidos, ninguneados, rechazados y marginados que no consiguen encajar en la sociedad [...] Veo a Barbie y no puedo evitar verme reflejado en ella, en su pelea por ser aceptada; en su angustia de no saber hacia dónde conducen sus pasos perdidos; y en su afán de hallar, a través de cada paso errático que da, su lugar en el mundo».
Para André Didyme-Dome, de la revista Rolling Stone, es curioso que la protagonista sienta una identificación por La Sirenita Ariel en lugar de la muñeca de Mattel de la que tomó el nombre. Ella explicó que su identificación con el personaje «va más allá de su belleza y su cabello rojo, sino que tiene que ver con una mujer diferente a las demás, por lo menos de la cintura para abajo».
Para la creación del documental, González Cruz contó con un estímulo económico otorgado por la Secretaría de Cultura de Cali en 2018. Simón Acosta se encargó de la producción y Carolina Navas se desempeñó como directora de fotografía.

## Estreno
El filme empezó su recorrido por festivales de cine nacionales e internacionales en 2020, participando en eventos como FicViña Docs en Chile, el Festival Internacional de Cine de Cali y el Bogotá Audiovisual Market. Entre 2021 y 2023 fue exhibido en eventos como el Festival y Mercado Internacional de Documental Miradas Docs en España, el Festival Internacional de Cine Documental de Buenos Aires, el Festival Internacional de Cine de Cartagena de Indias y DocMontevideo en Uruguay.
Se estrenó en salas de cine seleccionadas en Colombia el 27 de junio de 2024.

## Recepción

### Crítica
Didyme-Dome definió a Barbitch como «una cinta dolorosa y nihilista, un retrato de una mujer perdida que cree que no hay más camino para una persona como ella, que el que decidió tomar. El nihilismo se diferencia del existencialismo en que para el último siempre hay opciones, así no lo parezca». Loren Sofía Buitrago de El Tiempo afirmó que el documental «llega en un momento crucial y pone sobre la mesa la reflexión acerca de las personas trans en Colombia. No sólo por la reciente celebración del día del orgullo LGBT, sino por el abandono a estas poblaciones».  Escribiendo para el portal de Radiónica, Fabio José Mejía opinó que el documental «es una fiel muestra de cómo el mundo presume de ser tolerante, que tiene la capacidad de abrirle espacios a todos y todas» pero manifestó que «en la práctica se queda corto porque aún hay un fuerte rechazo y discriminación contra la comunidad LGBTIQ+».

### Premios y reconocimientos
El documental recibió una mención especial en la Muestra Internacional Documental de Bogotá MIDBO en 2021 y obtuvo premios internacionales como la Residencia Walden de Creación Documental en España y la mención del jurado del Premio Coral de Posproducción en el Festival Internacional de Cine de La Habana.